# Фирмен-Ферон, Элуа
Фирмен Ферон Элуа (фр. Éloi Firmin Féron; 1 декабря 1802, Париж — 24 апреля 1876[…], Конфлан-Сент-Онорин) — французский художник.

## Жизнь и творчество
Элуа Фирмен Ферон был одним из учеником живописца Антуана-Жана Гро. Ещё в молодые годы ему была присуждена Римская премия парижской Академии изящных искусств за крупноформатное полотно, посвящённое древнегреческой легенде о Дамоне и Финтии (в 1826 году). Другими известными его картинами стали: Освобождение адмирала Веттора Пизани из темницы, Переход Ганнибала через Альпы (1833, хранится в марсельском Музее изящных искусств), Воскрешение Лазаря (1835).
Ферон, писавший преимущественно на историческую, религиозную и мифологическую тематику, пользовался покровительством французского короля Луи-Филиппа и его сыновей, от которых получил заказ на исполнение портретов выдающихся деятелей Франции для Исторической галереи Версальского дворца. Среди них следует назвать портреты герцога Клода де Ла-Тремуйля, маршала Адриана-Мориса де Ноайля, графа Габриеля де Лоржа.
Кроме этого, в Версальском дворце можно увидеть следующие его работы:
- Вступление короля Карла VIII в Неаполь (1837)
- Избрание Луи-Филиппа генерал-лейтенантом перед Отель-де-Виль в Париже (1837)
- Битва при Форново (1838)
- Занятие Родоса рыцарями-иоаннитами
- Битва при Арсуфе.

Следует назвать также такие картины кисти Ферона: Атлет, с победой покидающий арену (Аррасский художественный музей), Мученичество св. Себастьяна (базилика в Булонь-сюр-Мер), крупноформатная Похороны Ж.-Б.Клебера в Египте (Страсбургская картинная галерея).

## Галерея

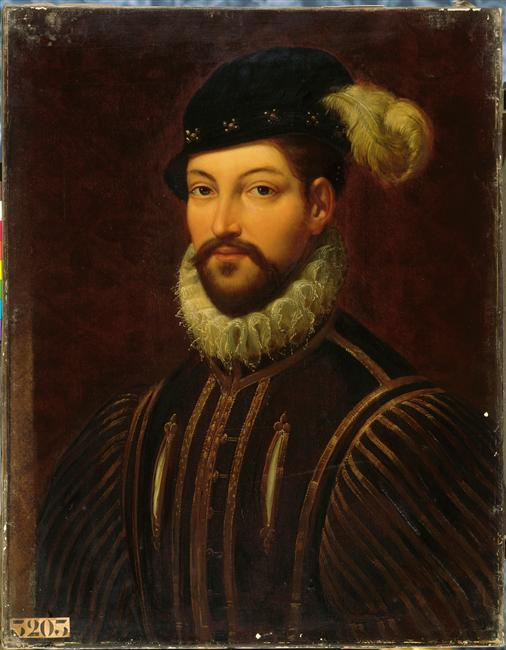
Габриель де Лорж, граф де Монтгомери
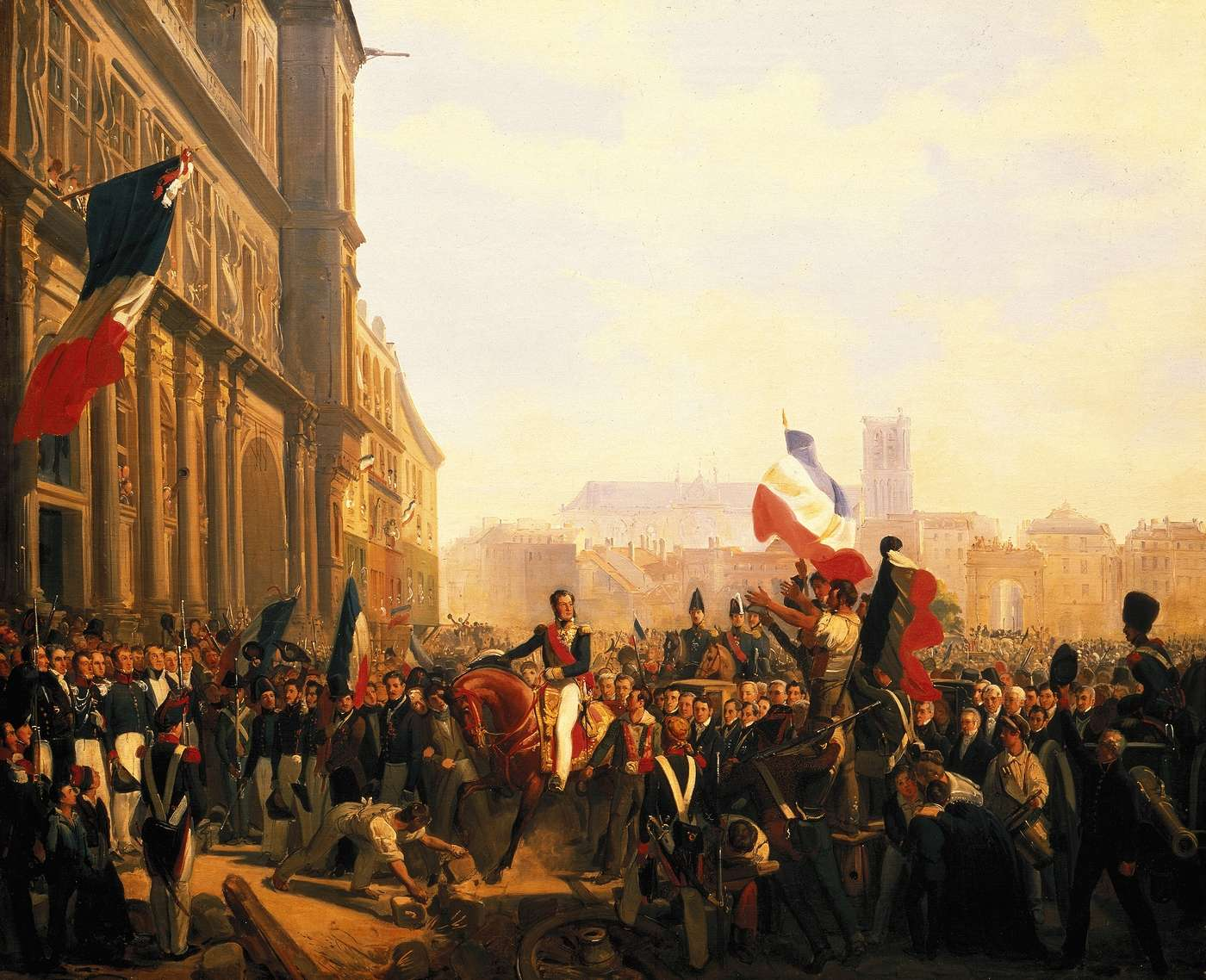
Избрание Луи-Филиппа генерал-лейтенантом перед Отель-де-Виль в Париже
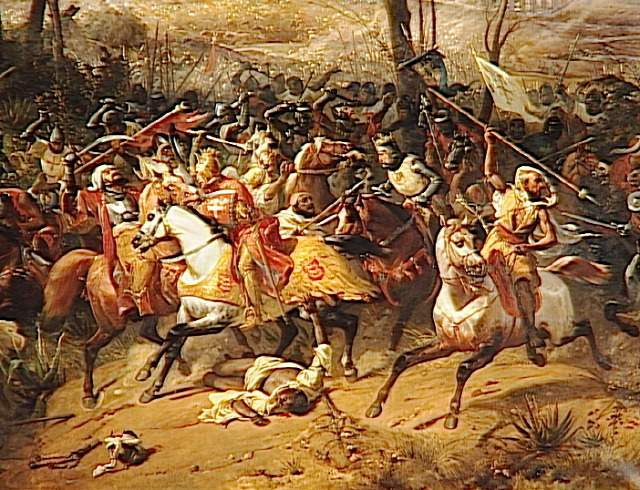
Битва при Арсуфе
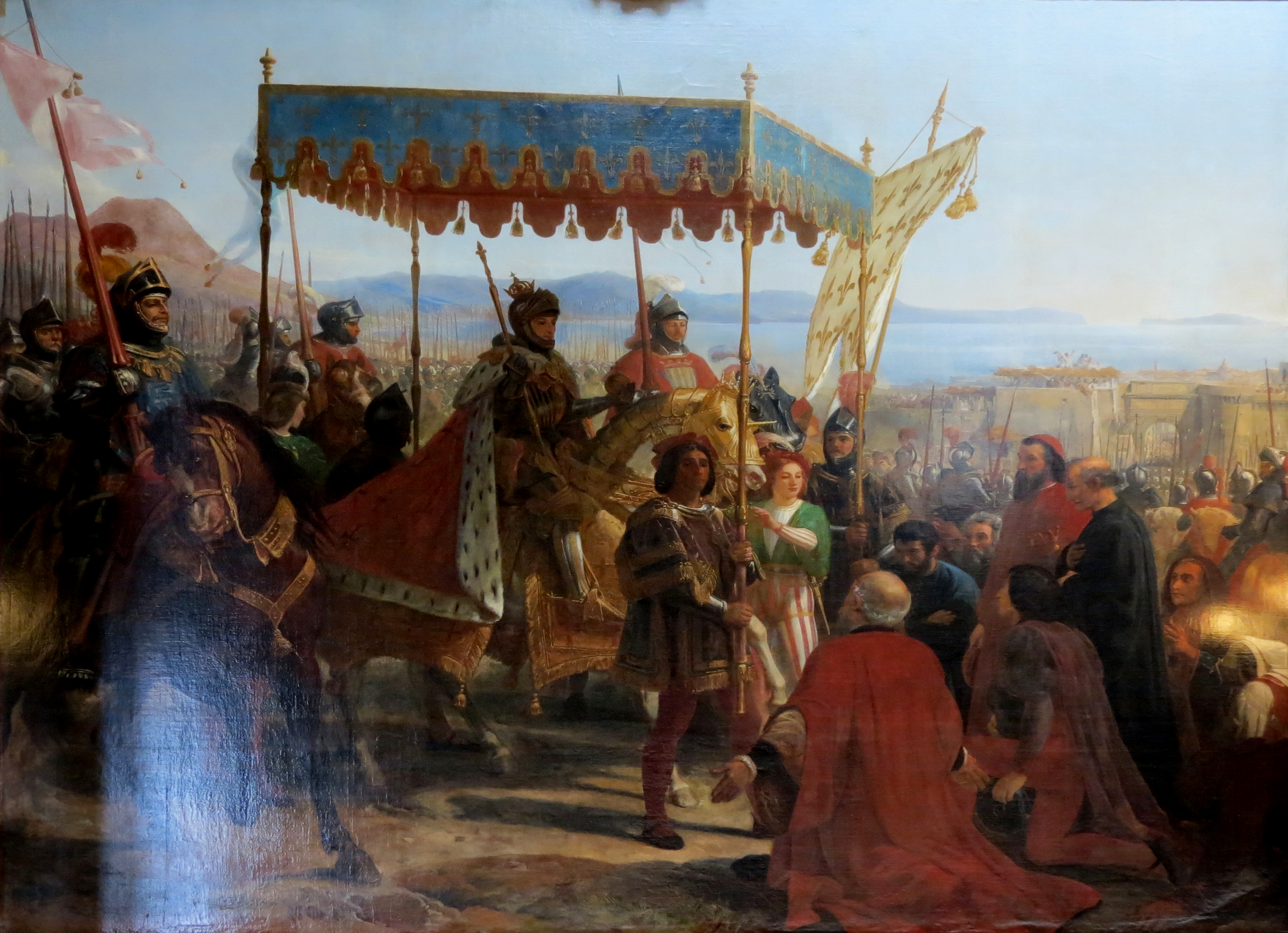
Вступление Карла VIII в Неаполь
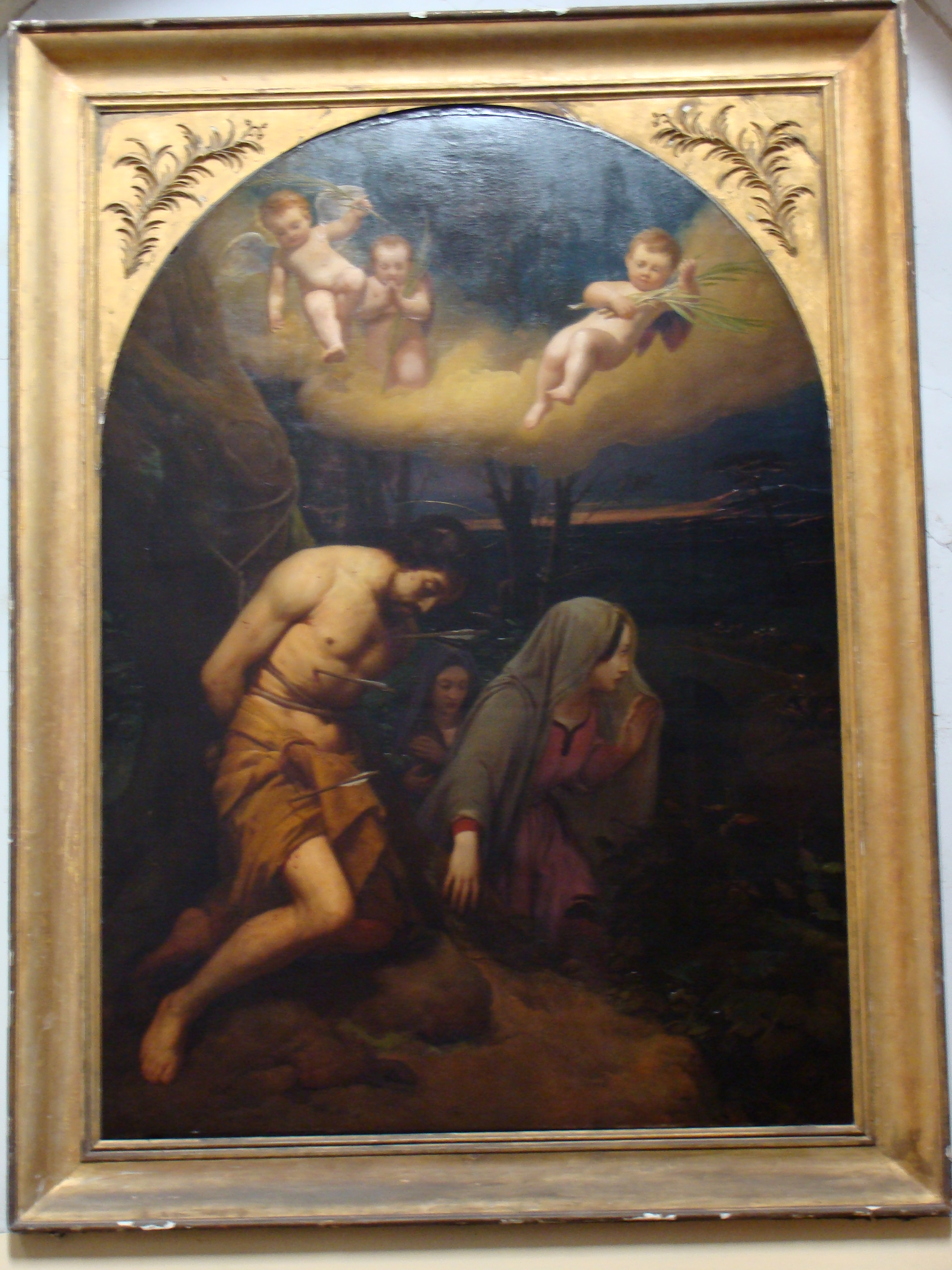
Мученичество св. Себастьяна
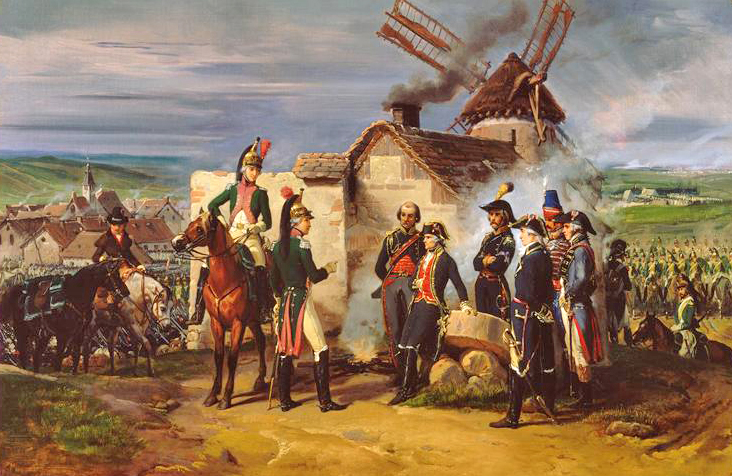
Герцог Шартрский под Вальми (1792)